# Idotea granulosa
Idotea granulosa là một loài chân đều trong họ Idoteidae. Loài này được Rathke miêu tả khoa học năm 1843.

## Hình ảnh

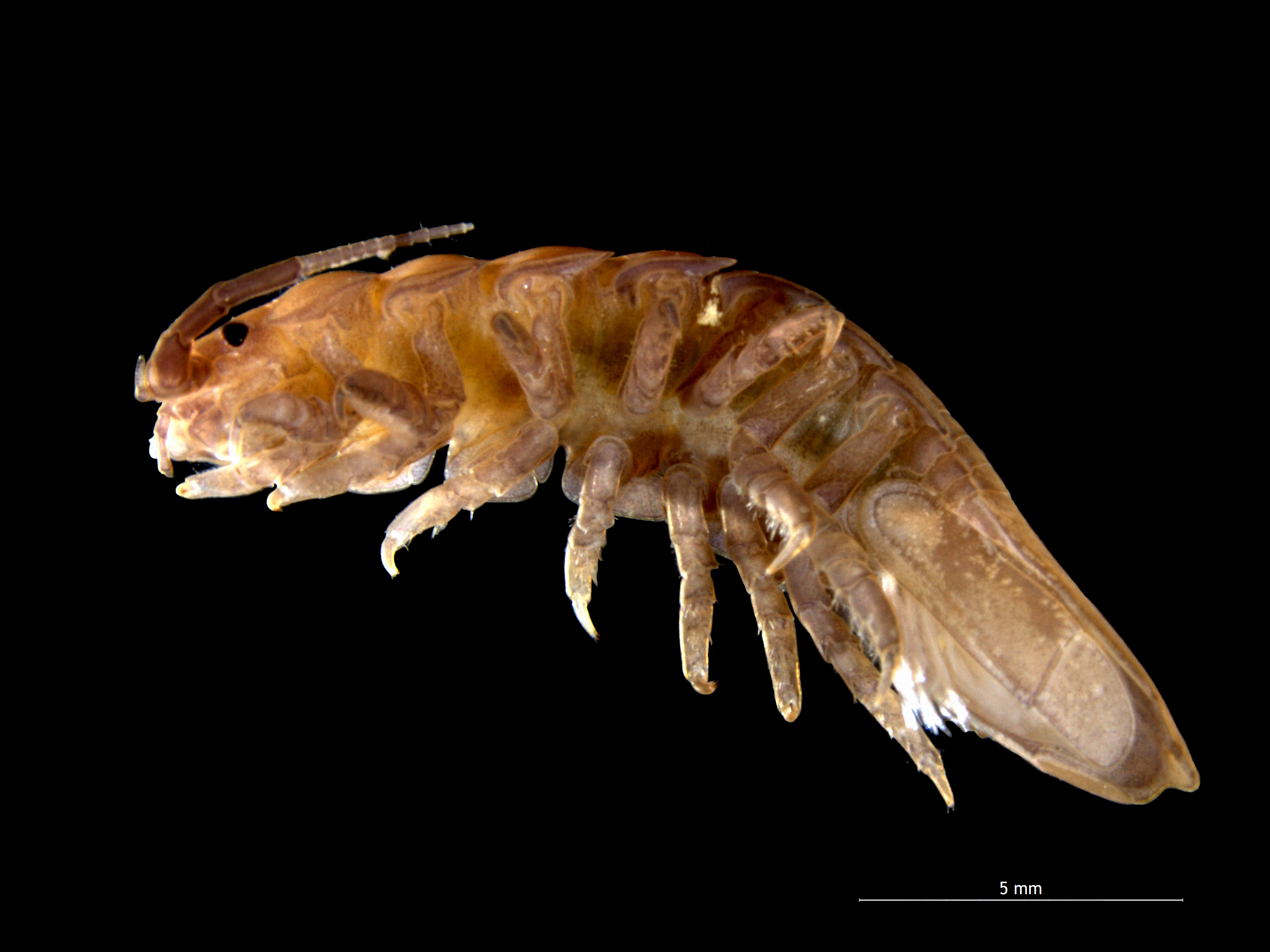